# Смидинская сельская община
Смидинская сельская община (укр. Смідинська сільська громада) — территориальная община в Ковельском районе Волынской области Украины.
Административный центр — село Смидин.
Население составляет 4320 человек. Площадь — 216,6 км².
В соответствии с распоряжением Кабинета Министров Украины от 12 июня 2020 года, в состав общины вошла территория Журавлинского, Руднянского и Смидинского сельских советов упразднённого Старовыжевского района, а также Зачернецкого сельского совета упразднённого Любомльского района.

## Населённые пункты
В состав общины входит 10 сёл:
- Смидин
  - Лесняки
  - Паридубы
- Зачернецкий старостинский округ:
  - Беличи
  - Высокое
  - Зачернечье
- Журавлинский старостинский округ:
  - Журавлиное
- Руднянский старостинский округ:
  - Кукурики
  - Рудня
  - Сёмаки